# Cresta mitocondrial

Estructura mitocondrial:
1) Membrana interna
2) Membrana externa
3) Cresta
4) Matriz

Las crestas mitocondriales son los repliegues internos de la membrana interna de una mitocondria, que definen en cierta manera compartimentos dentro de la matriz mitocondrial. Las mismas contienen incrustadas numerosas proteínas, incluida la ATP sintasa y diversas variedades de citocromos. Este arreglo geométrico asegura una gran superficie disponible para que se produzcan reacciones químicas dentro de la mitocondria. Ello posibilita que tenga lugar la respiración celular (respiración aeróbica dado que la mitocondria necesita oxígeno).
La membrana interna de una mitocondria no es, en realidad, una estructura homogénea. Existen, al menos, dos tipos diferentes de estructura de la membrana interna en la misma mitocondria: la membrana interna límite (IBM, por sus siglas en inglés, “Inner Boundary Membrane”), que se dispone más o menos paralela a la membrana mitocondrial externa, y la membrana que forma las crestas mitocondriales, dispuesta en invaginaciones que se alejan de la membrana mitocondrial externa, internándose hacia la matriz mitocondrial. Ambas regiones de la membrana mitocondrial interna, IBM y las crestas mitocondriales, tienen componentes lipídicos, proteicos y funciones, diferenciados.

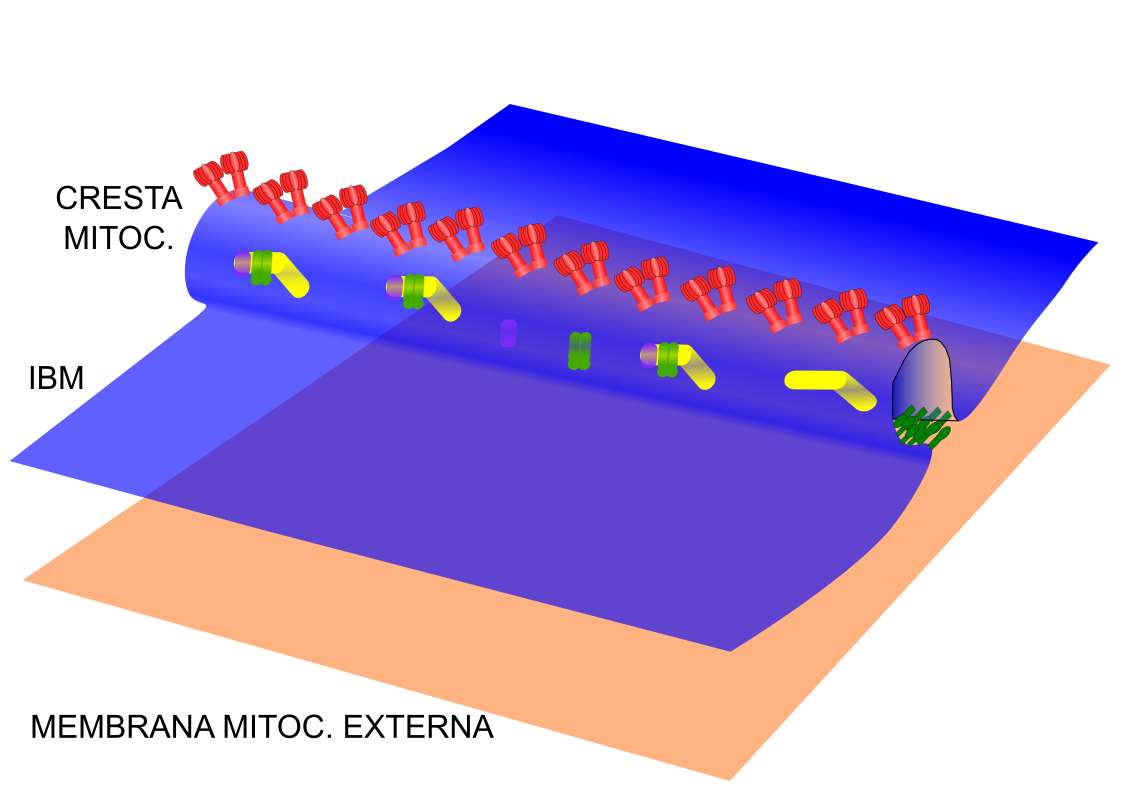
Membranas mitocondriales. La membrana mitocondrial interna (en azul) incluye las crestas mitocondriales y la membrana interna límite (IBM). Ambas regiones se diferencian por las proteínas que contienen (en cierta medida también por los lípidos que contienen) y por las funciones que realizan.

La región en la que se unen ambas estructuras de la membrana interna mitocondrial se conoce como hendidura o unión de la cresta (CJ), crista junction, en inglés. En esta región de la membrana se localizan proteínas específicas y forman una especie de cuello de botella o poro que resulta crítico para la selección de las moléculas o iones que pasan hacia el interior de la cresta mitocondrial desde el espacio intermembrana y viceversa.
Cada cresta mitocondrial actúa como una unidad relativamente autónoma, desde el punto de vista electroquímico. Así, el potencial de membrana no es homogéneo a lo largo de toda la membrana interna mitocondrial.
Para la formación de una cresta mitocondrial se requieren varios pasos, entre los que podemos destacar:
- La formación de dímeros de ATP sintasa, que se localizará en la punta y en el borde de la cresta.
- La inclusión de cardiolipina asociada a la ATP sintasa y a la base de la cresta (“junction”).
- La formación del complejo de proteínas conocido como MICOS (“Mitocondrial Contact site Organizing System”).
- La remodelación de la membrana interna mitocondrial por la GTPasa Mgm1/OPA1, proteína relacionada con la dinamina.La estructura de la membrana interna mitocondrial, y especialmente la de las crestas mitocondriales, no es estática. Por el contrario, se produce una remodelación de las crestas dependiendo de la intensidad de la actividad mitocondrial. Cuando la mitocondria es más activa en la producción de energía aumenta también el volumen contenido en las mitocondrias. Esto se conoce de antiguo[4]  y pone de manifiesto la respuesta de las mitocondrias a las condiciones del entorno.[5]

Los fallos en la remodelación de las crestas mitocondriales conducen a diversas patologías, como ciertos tipos de atrofia óptica.
Una de las funciones características de las crestas mitocondriales es la fosforilación oxidativa, de manera que las proteínas que forman la cadena respiratoria se encuentran preferentemente en las zonas aplanadas de la membrana de las crestas y la ATP sintasa se encuentran preferentemente en los extremos y bordes más curvados  de estas crestas. La ATP sintasa forma dímeros que facilitan la curvatura de la membrana.

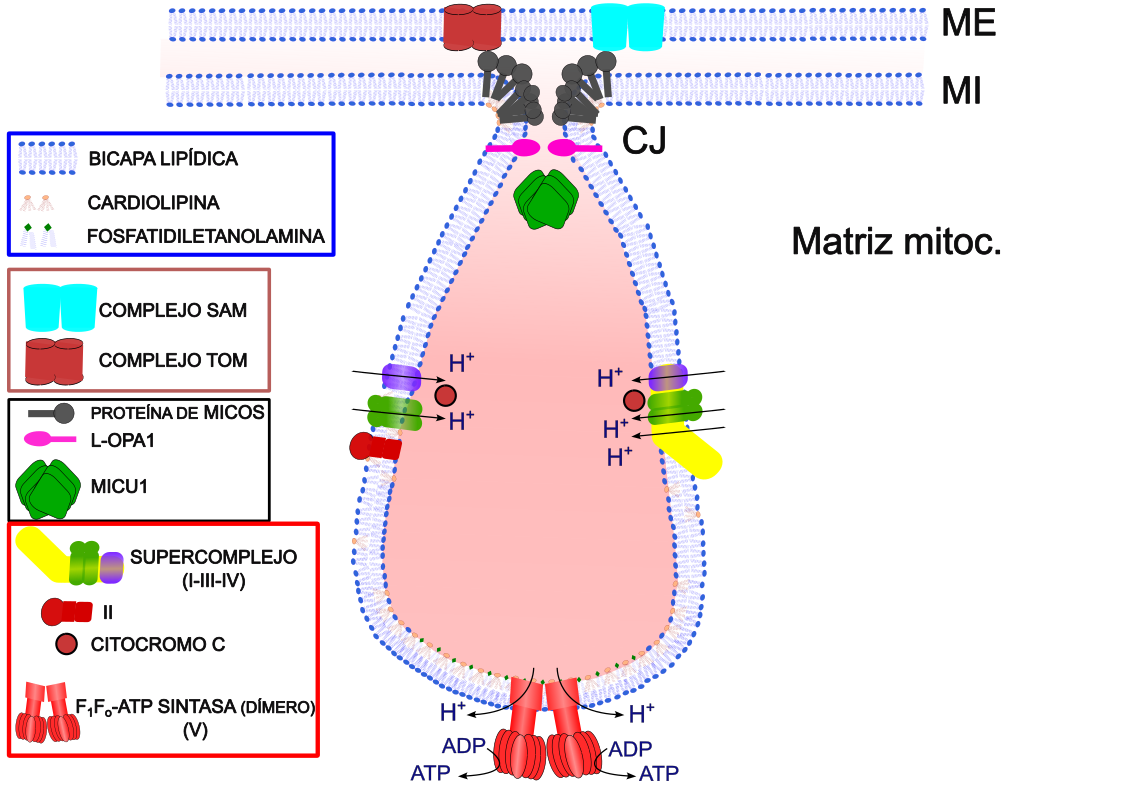
Cresta mitocondrial. Las proteínas se localizan de manera especializada, según su función. También facilitan los puntos de contacto entre la membrana interna y la externa (mediante proteínas). ME: membrana externa. MI: membrana interna. CJ: unión o hendidura de la cresta. I-V: complejos proteicos de la fosforilación oxidativa.

La disposición de la base de las crestas (CJ), que supone un estrechamiento a modo de cuello de botella, y las proteínas que contiene, impiden la libre difusión de moléculas y de iones entre la cresta mitocondrial y el espacio intermembrana fuera de las crestas. Esto permite que el potencial de membrana y el gradiente de pH sean mayores en la membrana de las crestas que en el resto de la membrana interna mitocondrial, y facilita la síntesis de ATP.
La formación de las crestas mitocondriales implica la curvatura de la membrana interna mitocondrial en zonas específicas, tanto en la base (CJ) como en el extremo y en los bordes. En esta curvatura participan proteínas (como la ATP sintasa) y lípidos (como la cardiolipina y la fosfatidiletanolamina).
La cardiolipina, lípido característico de la membrana mitocondrial interna (y de bacterias), facilita la curvatura de la membrana interna mitocondrial, tanto en la punta de la cresta, donde se encuentra la ATP sintasa, como en su base (“junction”).

## Cadena de transporte de electrones de la cresta
El NADH es oxidado por una enzima produciendo los iones NAD+, H+, y electrones. El FADH2 también se oxida produciendo iones H+, electrones y FAD. Dado que estos electrones se desplazan por la cadena de transporte de electrones en la membrana interna, la energía es gradualmente liberada y utilizada para bombear los iones de hidrógeno de los fragmentos de NADH y FADH2 hacia la zona entre la membrana interna y la membrana externa (denominado espacio intermembrana), creando un gradiente electroquímico. Este gradiente electroquímico crea energía potencial en la membrana mitocondrial interna, que es denominada fuerza motora protón. El resultado es que se produce la quimiosmosis, generándose  ATP a partir del ADP y el grupo fosfato cuando la ATP sintasa toma la energía potencial del gradiente de concentración formado por los iones de H+. Los iones H+ pasan de forma pasiva por la matriz mitocondrial por la ATP sintasa, y posteriormente ayudan a reformar H2O. 
La cadena de transporte de electrones requiere de un suministro constante de electrones para poder funcionar correctamente y generar ATP. Sin embargo los electrones que han ingresado en la cadena de transporte de electrones si no existiera algún mecanismo apropiado se apilarían al final, para ello los electrones son finalmente aceptados por el oxígeno (O2), que se combina con algunos de los iones hidrógeno de la matriz mitocondrial mediante la ATP sintasa y los electrones que han viajado por la cadena de transporte de electrones. El resultado es que se forman dos moléculas de agua (H2O) por cada molécula de oxígeno. Al aceptar los electrones, el oxígeno permite que la cadena de transporte de electrones continúe funcionando. 
La transferencia de los electrones de cada molécula de NADH a lo largo de la cadena puede contribuir a la formación un total de 3 ATPs a partir de ADPs y grupos de fosfatos, mientras que cada molécula de FADH2 puede contribuir a un total 2 ATPs. Por lo tanto, las 10 moléculas NADH (de la glicólisis y el ciclo de Krebs) y las 2 moléculas  FADH2 pueden contribuir a la formación de un total de 34 ATPs a partir de esta cadena de transporte de electrones durante la respiración aeróbica. Esto significa que, junto con el ciclo Krebs y la glicólisis, la eficiencia de la cadena de transporte de electrones es aproximadamente 65%, comparada con la eficiencia del  3.5% de solo la glicólosis.

## Tipos de crestas

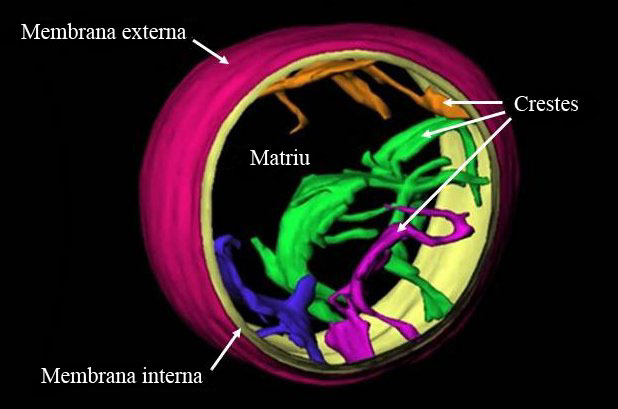
Imagen de una mitocondria seccionada, mostrando la variedad de estructuras que se encuentra en las crestas mitocondriales. Este modelo se basa en las imágenes obtenidas para mitocondrias de hígado de rata.

Al estudiar la estructura fina de las mitocondrias de las diferentes especies de los reinos Protista, Plantae y Animalia se han encontrado los siguientes tipos y formas de crestas mitocondriales:
- Crestas planas. Este es el tipo más común. Están constituidas por láminas planas procedentes de repliegues de la membrana interna de la mitocondria, usualmente conectadas con ella. A veces se observan aisladas, pero esto quizás sea un artefacto debido a la sección de la mitocondra que es visible al microscopio. El número de crestas varía considerablemente, pero por regla general es dependiente de la actividad metabólica de la célula. Se pueden subdividir en cuatro subtipos morfológicos: lámina, cinta, abultada y redondeada (discoidal y plato).

- Crestas tubulares. En sección transversal se observan como circulares, mientras que en sección longitudinal pueden aparecer como tubos cortos aislados, tubos largos irregulares serpenteantes o tubos largos unidos a la membrana interna de la mitocondria por un extremo del tubo o por los dos.

- Crestas vesiculares. Aparecen como esferas aisladas o conectadas a la membrana interna de la mitocondria. Se pueden dividir en los subtipos morfológicos burbuja, ampolla y saco.

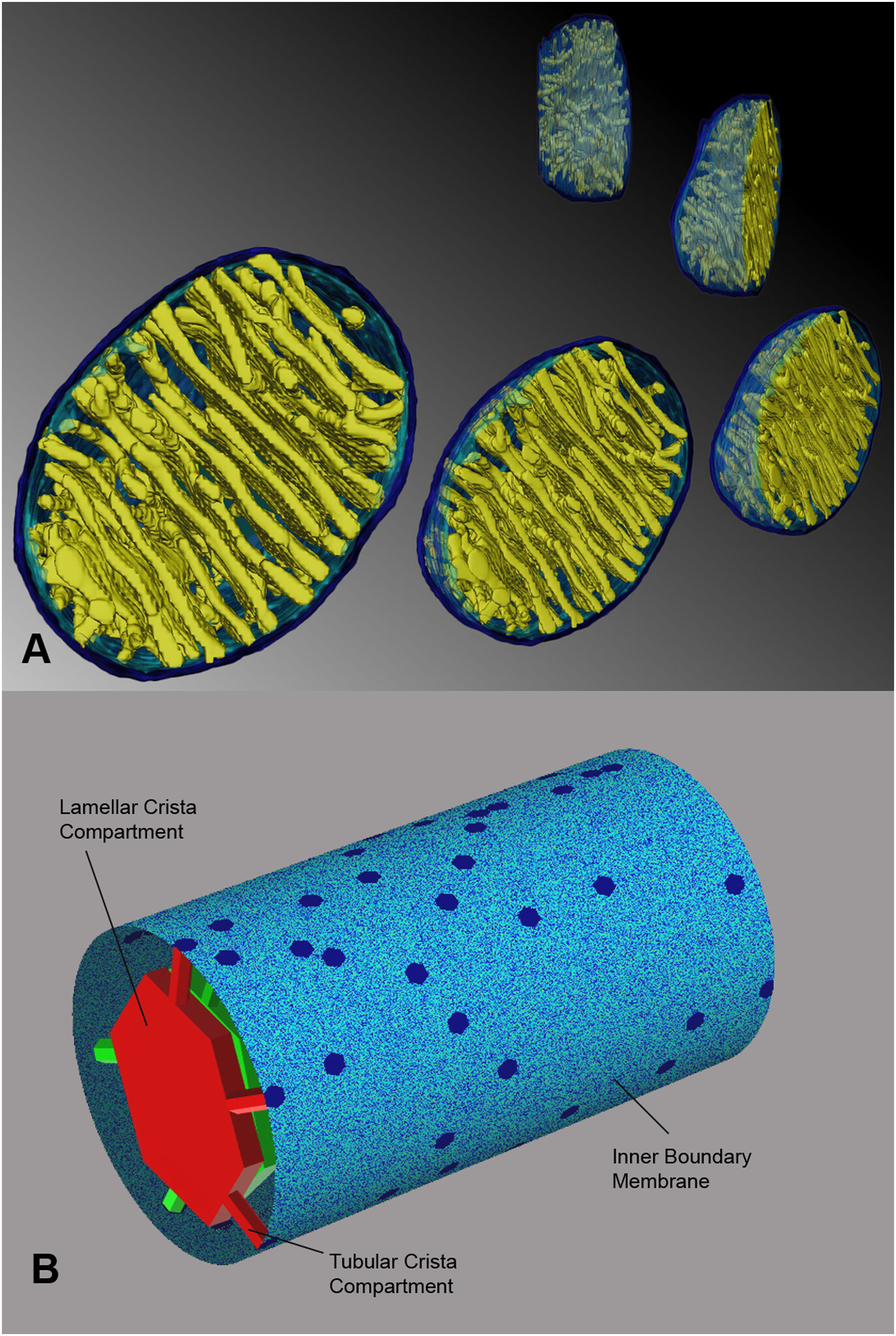
A. Imagen de mitocondria obtenida por tomografía. B. Detalle mostrando que las crestas planas pueden unirse a la membrana interna límite ("Inner Boundary Memebrane) mediante crestas tubulares.

Se han observado los tres tipos de crestas mitocondriales entre los diferentes representantes de los tres reinos, Protista, Plantae y Animalia. La mayoría de las células de plantas superiores y animales superiores presentan crestas mitocondriales planas, pero a veces algunos tejidos tienen células con mitocondrias tubulares o de tipo vesicular.
El tipo de cresta mitocondrial puede ayudar para clasificar a los protistas. Unos pocos filos de protistas presentan un único tipo de cresta, como es el caso de Ciliophora, con solo crestas tubulares, y Cryptophyta, con solo crestas planas. En la mayoría de los filos domina un cierto tipo de cresta, pero luego hay algunas especies con diferente tipo, por ejemplo, en Euglenophyta, Chlorophyta, Chrysophyta, Myxomycota, etc. Por último, en otros filos pueden aparecer dos o tres tipos de crestas incluso entre las especies de un mismo género, por ejemplo, Ascetosporea.
Adicionalmente se pueden encontrar otros tipos de crestas:
- Crestas concéntricas. Formados por círculos concéntricos o por espirales.

- Crestas en zig-zag. Líneas que cambian regularmente de dirección hacia un lado y hacia el otro.

- Crestas fenestradas. Con discontinuidades.

- Crestas longitudinales. Usualmente las crestas de las mitocontrias son transversales, pero en este tipo son longitudinales, es decir, que atraviesan la mitocondria por el lado más largo.

- Crestas prismáticas. Volúmenes prismáticos que en sección presentan la forma triangular o rómbica.

- Crestas reticuladas. A partir de las placas forman un patrón undulante y reticulado.